# Better Than Ezra
Better Than Ezra est un groupe américain de rock alternatif, originaire de La Nouvelle-Orléans, Louisiane.

## Historique

### Débuts
Better Than Ezra est formé en 1988 par quatre membres – le vocaliste et guitariste, Kevin Griffin ; le guitariste, Joel Rundell ; le bassiste, Tom Drummond ; et le batteur, Cary Bonnecaze. Ils étaient tous étudiants à la Louisiana State University du temps de la formation de Better Than Ezra. Le premier concert de Better Than Ezra se fait au Murphy's de Baton Rouge, en Louisiane, en 1988. Malgré plusieurs théories, le groupe refuse de donner les origines de son nom.
Better Than Ezra fait circuler une cassette démo à la fin de 1988, Chimes Street Demo. En 1990, le groupe sort l'album cassette, Surprise.
Joel Rundell, le guitariste, se suicide le 8 août 1990. Les trois membres se séparent le temps de se remettre de la mort de Rundell. Cependant, Griffin, Drummond et Bonnecaze reforment Better Than Ezra comme trio à la fin de 1990.
Le groupe publie son premier album international Deluxe en 1993 sur son propre label indépendant, Swell Records, qui attire l'attention des majors et radios. Better Than Ezra signe avec Elektra Records en 1995. Elektra Records réédite Deluxe en 1995, et le single, Good atteint la première place des Hot Modern Rock Tracks ce qui aide l'album à être certifié disque de platine à la fin de 1995.
Better Than Ezra obtient rapidement du succès. Tom Drummond commente plus tard en 1998 devant CNN, « ca nous a pris sept ans pour signer avec un label,et sept mois pour devenir 1er des charts », lorsqu'il décrit Deluxe et son single Good.

### 1996–2000
Après la sortie de Deluxe, le batteur Cary Bonnecaze quitte le groupe en 1996. Il est remplacé par Travis McNabb, ex-Vigilantes of Love, qui participera au futur album, Friction, Baby. Le départ de Bonnecaze est suivi par une série de plaintes et de combats judiciaires entre Bonnecaze et Better Than Ezra. Bonnecaze, qui a porté plainte à l'United States District Court de La Nouvelle-Orléans, explique que le groupe lui devait de l'argent « basé sur son rôle de celui qui a engendré la réputation du groupe », selon Rolling Stone. Il demandera près d'un million $ de dommages. Une décision est prise entre le groupe et Bonnecaze le 5 août 1999. Les termes exacts de cette décision ne sont pas publiés à cette période, mais le manager de Better Than Ezra explique que Bonnecaze aurait reçu moins d'un million de dollars.
Better Than Ezra sort son deuxième album chez une major, Friction, Baby, en 1996 chez Elektra Records. Friction, Baby comprend les hits Desperately Wanting et King of New Orleans. Le trio commence à travailler sur un autre album, How Does Your Garden Grow?, peu après la tournée Friction, Baby. L'album est enregistré entre la mi-janvier et fin avril dans un studio de La Nouvelle-Orléans L'album est produit par Malcolm Burn, qui a anciennement produit Iggy Pop et U2 et est publié en août 1998.
Le single At the Stars débute à la [78e place du on the Billboard Hot 100. Le groupe est renvoyé d'Elektra Records après la sortie de How Does Your Garden Grow? en 1999.

### 2000–2008
Le groupe sort la compilation de faces B et raretés Artifakt sur son propre label, Ezra Dry Goods/Fudge, en 2000. Artifakt est vendu en ligne. et en concert. Tom Drummond, le bassiste, note en 2002, « c'est simplement un album inédit. » Better Than Ezra, désormais renvoyé d'Elektra Records, signe avec le label Beyond Records et travaille sur de nouveaux morceaux. Drummond explique la raison pour laquelle le groupe a choisi un plus petit label, « On voulait devenir un grand poisson dans un petit bocal, plutôt qu'un petit poisson dans un grand bocal. On voulait juste être avec un label qui cherchait le succès, comme nous. »
Griffin, Drummond et McNabb passent 18 moi à travailler sur Closer, l'album suite de How Does Your Garden Grow?,. L'album est enregistré à La Nouvelle-Orléans dans leur propre studio, ce qui a permis de réduire les coûts.
Closer est publié le 7 août 2001. Better Than Ezra lance une tournée en son soutien le 26 juillet 2001. Le premier single qui n est extrait, Extra Ordinary, mixé par DJ Swamp, s'inspire du morceau homonyme d'AC/DC. La promotion de l'album se termine lorsque Beyond Records met la clé sous la porte peu de temps après la sortie de Closer Beyond Record's bankruptcy left Closer out of print for several years. In June 2009, Better Than Ezra announced that it had acquired the rights to Closer and would re-release it in the Fall of 2009 with two new previously unreleased tracks, "Simple Song" and "Screwed Up and Beautiful."
Le 28 septembre 2004, le groupe sort son premier DVD live, et un album live, intitulés Live at the House of Blues New Orleans chez Sanctuary Records. Le DVD et l'album sont filmés et enregistrés à deux différents lieux du House of Blues à l'été 2004.
Leur sixième album, Before the Robots (Artemis Records), est publié le 31 mai 2005. En 2005, Marc Cherry (Desperate Housewives) utilise leur morceau Juicy en musique de fond pour la deuxième saison de la série.

### Depuis 2009
Le batteur Travis McNabb quitte Better Than Ezra en février 2009 et leur dernière performance ensemble se fait à la Family Gras de Metairie, en Louisiane.